# Sal Mineo

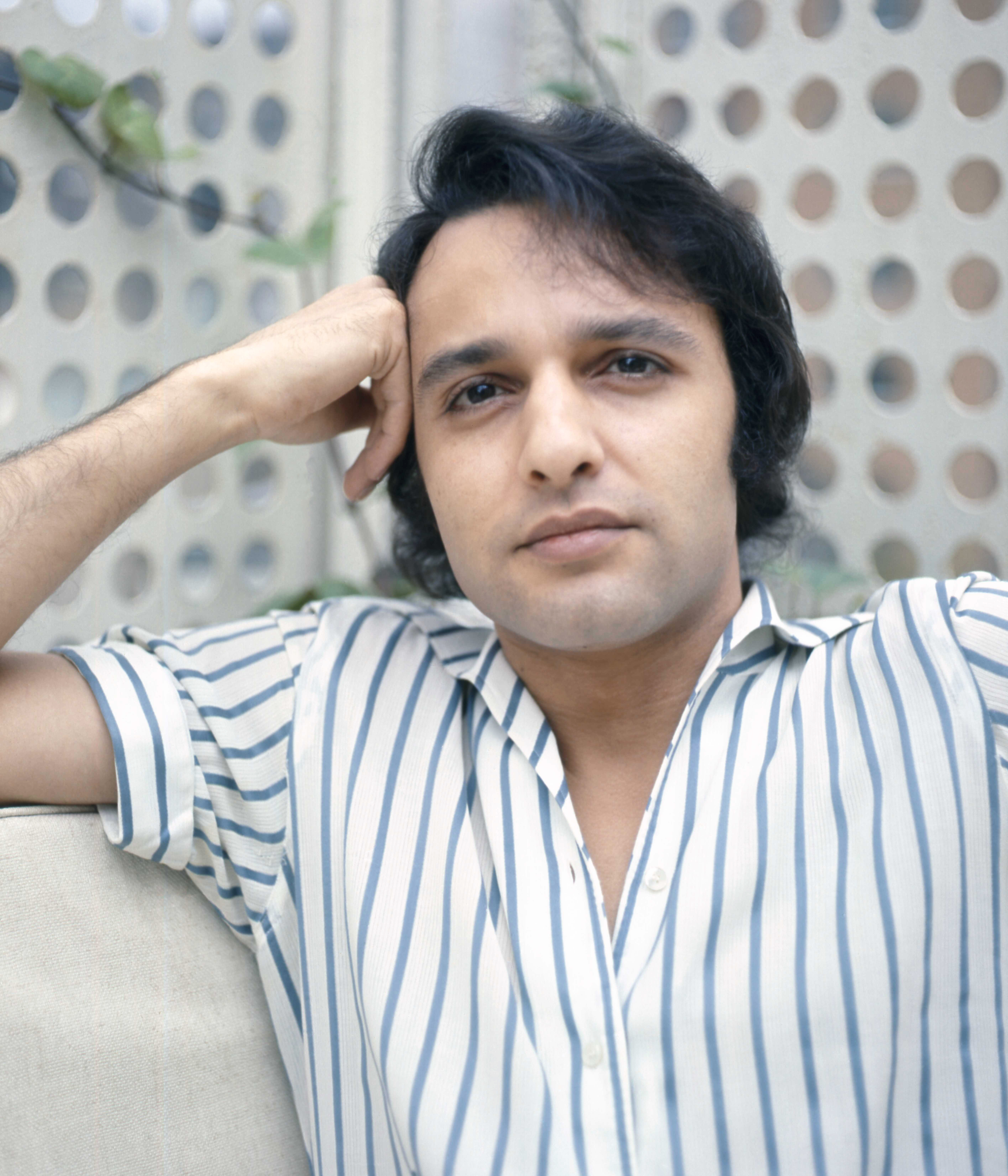
Sal Mineo (1973)

Salvatore Mineo (* 10. Januar 1939 in New York City, New York; † 12. Februar 1976 in West Hollywood, Kalifornien) war ein US-amerikanischer Schauspieler und Sänger. Bekannt wurde er in den 1950er-Jahren durch die Darstellung tragischer und sensibler Jugendlicher, insbesondere an der Seite von James Dean und Natalie Wood in … denn sie wissen nicht, was sie tun (1955).

## Leben und Karriere
Salvatore Mineo Jr. war Kind von Josephine und Salvatore Mineo Sr., einem Sargtischler, der aus Sizilien in die USA emigriert war. Er hatte drei Geschwister, Michael, Victor und Sarina. Sal wurde früh der Schule verwiesen und war schon mit acht Jahren Mitglied in einer Straßengang. Seine Mutter meldete ihn daraufhin in einer Tanzschule an. Mit zehn Jahren wurde er wegen Raubes verhaftet, und er bekam die Chance, zwischen Jugendhaft und Schauspielschule zu wählen. Er entschied sich für die Schauspielschule.
1951 hatte Mineo seinen ersten Bühnenauftritt in Tennessee Williams’ Theaterstück Die tätowierte Rose neben Maureen Stapleton, Eli Wallach und Martin Balsam. Anschließend spielte er den jungen Prinzen in The King and I an der Seite von Yul Brynner. Dieser half Mineo, seine Fähigkeiten zu verbessern.

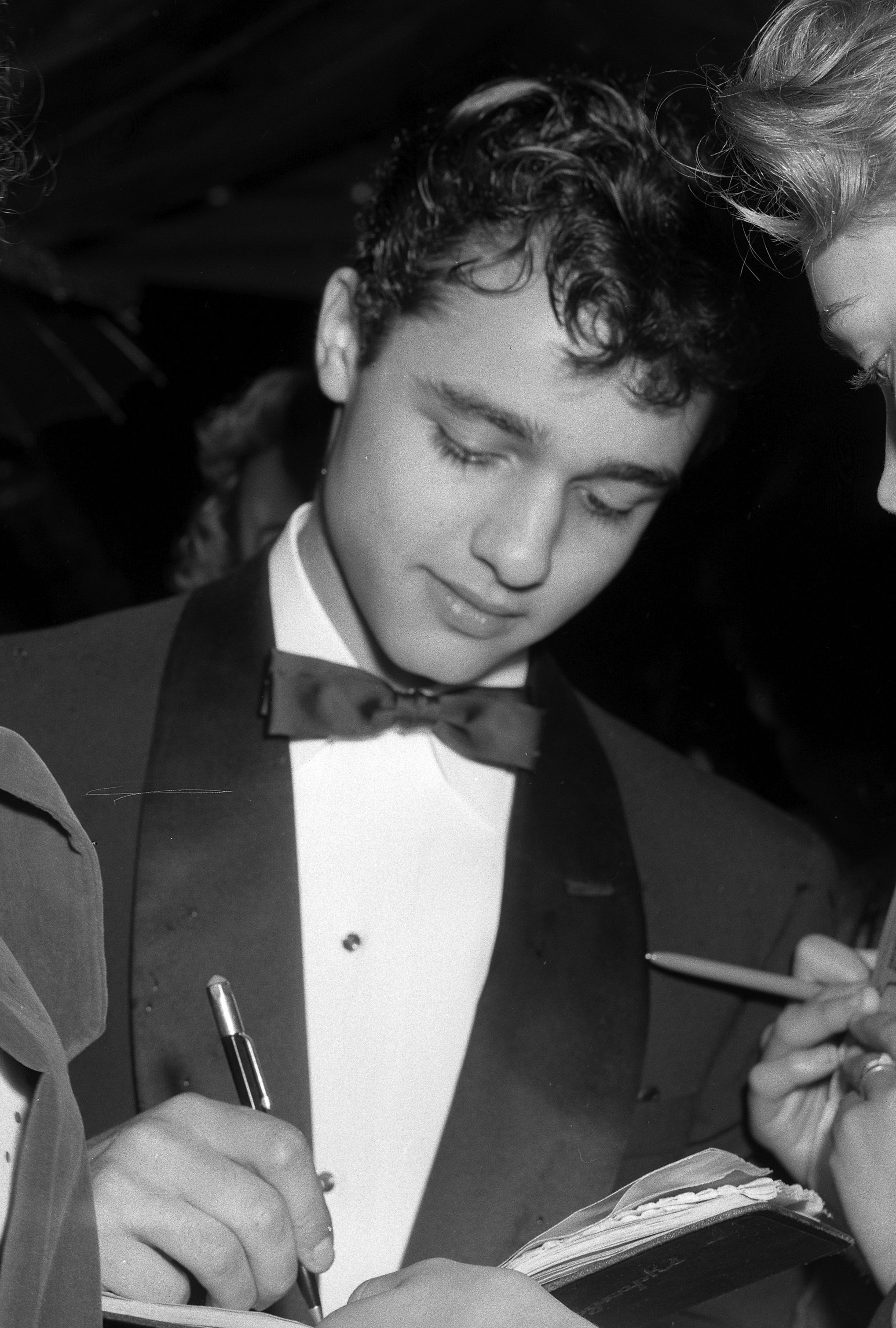
Sal Mineo beim Schreiben von Autogrammen (1956)

Nach verschiedenen Fernseh- und Filmauftritten bekam Mineo 1955 die Rolle des sensiblen Teenagers John „Plato“ Crawford im Filmklassiker … denn sie wissen nicht, was sie tun von Regisseur Nicholas Ray. An der Seite von James Dean und Natalie Wood gelang ihm der Durchbruch. Er wurde für den Oscar als bester Nebendarsteller nominiert. Schnell wuchs seine Popularität. Mineo bekam zahllose Fanbriefe und wurde von seinen Fans bei allen Gelegenheiten bestürmt. Er und Dean wurden gute Freunde. In George Stevens’ Drama Giganten spielte Mineo im darauffolgenden Jahr noch einmal an der Seite von James Dean, allerdings hatte er nur einen kleinen Auftritt als junger Mexikaner auf der Ranch der Benedicts, gespielt von Rock Hudson und Elizabeth Taylor.
Das Image des von Sorgen gepeinigten Teenagers verfolgte ihn, und man bot ihm fast ausschließlich diese Art von Rollen an. So spielte er beispielsweise im Disney-Abenteuerfilm Tonka den jungen Sioux White Bull, der das temperamentvolle Pferd Tonka bändigt. In den späten 1950er-Jahren war Mineo sehr populär und wurde meist nur das „Switchblade Kid“ (Schnappmesserkind) genannt, ein Spitzname, den ihm seine Rolle in dem Jugendkriminalität thematisierenden Film Crime in the Streets eingebracht hatte.
1957 nahm Mineo ein paar Lieder auf und veröffentlichte sie auf einem Album. Zwei der Lieder gelangten in die Top 40 Pop Charts. Das Lied Start Movin’ erreichte Platz 9 der Billboard Charts. Während dieser Zeit verkörperte er Gene Krupa in der Filmbiografie The Gene Krupa Story von Don Weis, an der Seite von Susan Kohner, James Darren und Susan Oliver.
Mineo bemühte sich, sein Image und die damit verbundene Festlegung auf bestimmte Rollen zu durchbrechen. Dies gelang ihm mit der Darstellung des jüdischen Emigranten Dov Landau im Monumentalfilm Exodus von Otto Preminger. Hier spielte er an der Seite von Hollywoodgrößen wie Paul Newman, Eva Marie Saint und Lee J. Cobb. Für seine von vielen Kritikern als beste Karriereleistung angesehene Darstellung gewann er den Golden Globe Award und wurde ein zweites Mal für den Oscar nominiert.
In den 1960er-Jahren wurde Mineo zu alt für Teenager-Rollen und der Sprung in die Erwachsenenrollen gelang ihm nur durchwachsen. Er sprach für eine Rolle in David Leans Lawrence von Arabien vor, wurde aber nicht angenommen. Seine Popularität schwand, später sagte er hierzu: „Erst bekam ich mehr Rollenangebote, als ich annehmen konnte, und im nächsten Augenblick wollte mich niemand mehr.“ (“One minute it seemed I had more movie offers than I could handle, the next, no one wanted me.”) Auch mit der Rolle eines Stalkers in dem B-Movie Who Killed Teddy Bear? konnte er sich nicht weiter etablieren. Obwohl er von der Kritik gelobt wurde, fand er sich wieder in seinem alten Image, diesmal als gestörter Krimineller.
1971 kehrte er zurück zur Bühne, um das Stück Fortune and Men’s Eyes zu produzieren, in dem Don Johnson die Hauptrolle übernahm. Das Stück bekam positive Kritiken in Los Angeles, wurde aber in New York negativ aufgenommen. Vor allem die Szenen von Gefängnisvergewaltigungen wurden als grundlos exzessiv bewertet.
Eine Nebenrolle im Science-Fiction-Film Flucht vom Planet der Affen als Schimpanse Dr. Milo war Sal Mineos letzter Filmauftritt. Bis zu seinem Tod war er ausschließlich in Fernsehproduktionen zu sehen. Durch die Rolle eines homosexuellen Einbrechers in der Theaterkomödie P.S. Your Cat Is Dead in San Francisco bekam er 1976 große Aufmerksamkeit und zahlreiche positive Kritiken. Wegen des Erfolges sollte das Stück mit Mineo auch in Los Angeles auf die Bühne gebracht werden.

## Tod und Privatleben

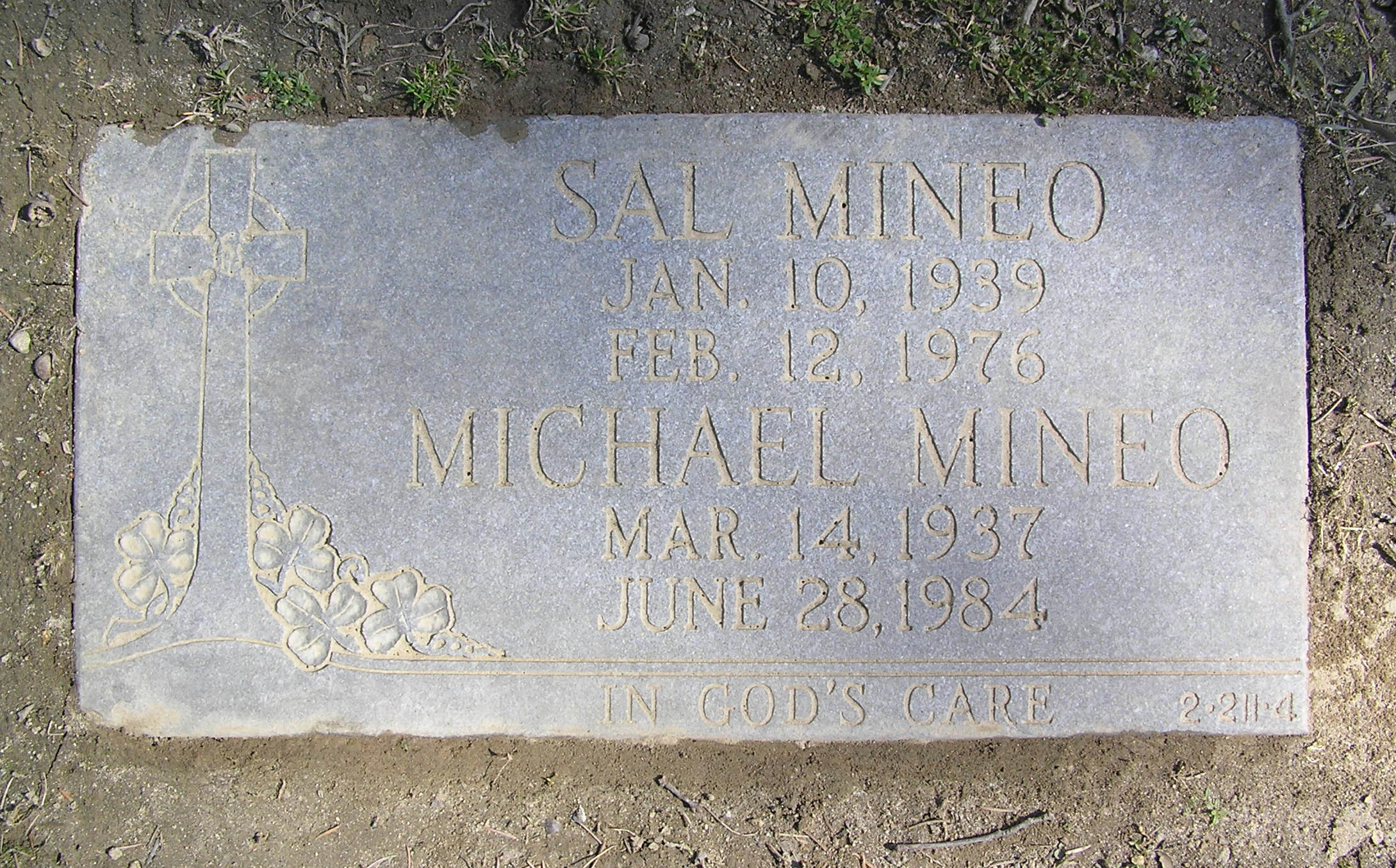
Grabstein von Sal Mineo und seinem Bruder Michael in der Gate of Heaven Cemetery.

Nach einer Probe für das Stück in Los Angeles wurde Sal Mineo am 12. Februar 1976 auf dem Heimweg erstochen. Er wurde 37 Jahre alt. Zwar traf ihn nur ein Messerstich, jedoch streifte dieser sein Herz und führte zu schweren inneren Blutungen. Für den Totschlag und weitere Raubdelikte wurde der Pizzabote Lionel Ray Williams zu 57 Jahren Haft verurteilt. Williams sagte aus, dass er zum Tatzeitpunkt nicht gewusst habe, wer Mineo war. In den 1990er Jahren wurde der Täter begnadigt, musste aber wenig später wegen erneuter Gesetzesverstöße wieder in Haft.
Mineo wurde auf dem Gate of Heaven Cemetery in Hawthorne, New York, begraben. Der Schauspieler war bisexuell. Er hatte Anfang der 1960er-Jahre eine Beziehung mit der Schauspielerin Jill Haworth und lebte bis zu seinem Tod sechs Jahre mit dem Schauspieler Courtney Burr.

## Auszeichnungen
Oscars
- 1956: Nominierung als Bester Nebendarsteller für … denn sie wissen nicht, was sie tun
- 1961: Nominierung als Bester Nebendarsteller für Exodus´

Golden Globe Awards
- 1961: Auszeichnung als Bester Nebendarsteller für Exodus

Emmy
- 1957: Nominierung als Bester Schauspieler einer Einzelproduktion für die Folge Dino der Fernsehreihe Studio One

Laurel Award
- 1961: Auszeichnung als Bester Nebendarsteller für Exodus

## Filmografie (Auswahl)
- 1952: The Vision of Father Flanagan (Fernsehfilm)
- 1955: Seine letzte Chance (Six Bridges to Cross)
- 1955: Der Privatkrieg des Major Benson (The Private War of Major Benson)
- 1955: … denn sie wissen nicht, was sie tun (Rebel Without a Cause)
- 1956: Entfesselte Jugend (Crime in the Streets)
- 1956: Die Hölle ist in mir (Somebody Up There Likes Me)
- 1956: Giganten (Giant)
- 1956: Rock ‘n’ Roll (Rock, Pretty Baby!)
- 1957: Dino, der Bandit (Dino)
- 1957: The Young Don’t Cry
- 1958: Sie nannten ihn Komantsche (Tonka)
- 1959: Das gibt’s nur in Amerika (A Private’s Affair)
- 1959: Jazz-Ekstase (The Gene Krupa Story)
- 1960: Exodus
- 1962: Der längste Tag (The Longest Day)
- 1962: Flucht aus Zahrain (Escape from Zahrain)
- 1964: Cheyenne (Cheyenne Autumn)
- 1965: Die größte Geschichte aller Zeiten (The Greatest Story Ever Told)
- 1965: Amos Burke (Burke’s Law, Fernsehserie, Folge 2x29)
- 1965: Who Killed Teddy Bear
- 1966: Wettlauf mit dem Tod (Run for Your Life, Fernsehserie, 2 Folgen)
- 1967: Ein Fremder auf der Flucht (Stranger on the Run, Fernsehfilm)
- 1968/1975: Hawaii Fünf-Null (Hawaii Five-O, Fernsehserie, 2 Folgen)
- 1969: Krakatoa – Das größte Abenteuer des letzten Jahrhunderts (Krakatoa: East of Java)
- 1969: 80 Schritte bis zum Glück (80 Steps to Jonah)
- 1969/1970: The Name of the Game (Fernsehserie, 2 Folgen)
- 1970: Herausforderung zum Grand-Prix (The Challengers, Fernsehfilm)
- 1970: Kobra, übernehmen Sie (Mission: Impossible, Fernsehserie, Folge 5x02)
- 1971: Meine drei Söhne (My Three Sons, Fernsehserie, Folge 11x14)
- 1971: Flucht vom Planet der Affen (Escape From The Planet Of The Apes)
- 1973/1975: Harry O (Fernsehserie, 2 Folgen)
- 1974: Polizeiarzt Simon Lark (Dr. Simon Locke, Fernsehserie, Folge 4x08)
- 1975: Die knallharten Fünf (S.W.A.T., Fernsehserie, 3 Folgen)
- 1975: Columbo: Mord in der Botschaft (A Case of Immunity, Fernsehreihe)
- 1976: Joe Forrester (Fernsehserie, Folge 1x15)